# Brian O'Brian
Brian O'Brian è una serie televisiva comica italo-statunitense, prodotta da Disney Channel, che ha come protagonista Brian Stepanek, noto come Arwin nella serie Zack e Cody al Grand Hotel.
La serie è stata interamente girata in Italia, negli studi di Disney Channel a Cologno Monzese (MI) e in esterno a Milano e dintorni.
Oltre all'ideatore e regista Danny Kaplan, e al protagonista Brian Stepanek, il resto degli attori che compaiono, sono tutti italiani.
Gli episodi hanno una durata di 3-4 minuti e la struttura è quella delle comiche del cinema muto, dato che il protagonista Brian non dice una parola. Il personaggio di Brian, ingenuo e pasticcione, è stato ispirato da attori come Buster Keaton, Charlie Chaplin, Harold Loyd, Jerry Lewis e Rowan Atkinson per la fisicità oltre che da personaggi dei cartoon come Pippo, Bugs Bunny, Gatto Silvestro.

## Episodi
| Stagione       | Episodi | Prima TV originale | Prima TV Italia |
| -------------- | ------- | ------------------ | --------------- |
| Prima stagione | 12      | 2008               | 2008            |